# Mussetta
Mussetta (o Mussa) fu un centro fortificato della pianura veneto-friulana posto nei pressi del basso corso del fiume Piave, nel Veneto Orientale.
L'abitato, fiorito durante il Medioevo in un'area al confine tra la Marca Trevigiana, il Patriarcato di Aquileia e il Dogado Veneziano, scomparve all'inizio del XV secolo. Sul possesso e il controllo del feudo nacquero diverse dispute nel Duecento e Trecento tra i Patriarchi di Aquileia, il Libero Comune di Treviso, i membri delle casate dei Da Romano e Da Camino.
Documenti medievali attestano di quattro personaggi citati nella Divina Commedia di Dante Alighieri che ebbero a che fare con questa località: Cunizza da Romano, Ezzelino III da Romano, Gherardo da Camino e Gaia da Camino.

## Toponimo
In veneto antico la voce mussa o musa, citata negli statuti bellunesi e trevigiani, indicava un "prato chiuso per il pascolo". Secondo Wladimiro Dorigo, il toponimo mussetta ricorda un dosso di origine antropica o naturale con funzioni confinarie. Attorno al XV secolo lo stesso termine denotava anche ad una misura di superficie pari a 1000 m², cioè un appezzamento che un uomo era in grado di accudire in un giorno.
Oggi il toponimo sopravvive nella denominazione di una frazione e di un quartiere di San Donà di Piave, rispettivamente Mussetta di Sopra e Mussetta di Sotto.

## Storia

Stemma del Patriarcato di Aquileia

### Dalle origini al dominio degli Ezzelini

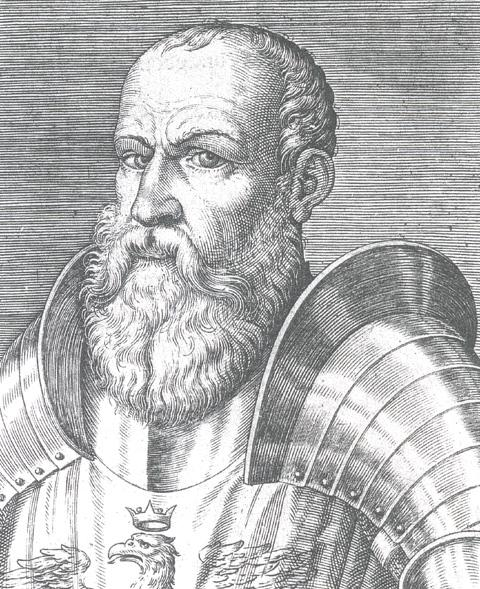
Ezzelino III da Romano

Il primo nucleo di Mussetta si sviluppò in seguito all'anno 1000 attorno a un castello edificato dai Patriarchi di Aquileia, i quali detenevano la giurisdizione sul territorio circostante.
All'epoca, Mussetta era parte di un ampio feudo, che comprendeva Fossalta di Piave, Croce, San Donato, Losson della Battaglia, Meolo e Marteggia.
Un documento risalente al 1152 cita la soggezione religiosa di Mussetta ai vescovi di Treviso, indicando la chiesa dell'abitato, dedicata a san Biagio, come una «regula» dipendente dalla pieve di San Mauro di Noventa. Nel 1177 Il patriarca di Aquileia affidò «il castello di Mussa con tutte quelle possessioni e terre e boschi che al detto castello appartengono» ad Ezzelino I da Romano (detto "Il Balbo"), di ritorno dalla Terrasanta.
Negli anni successivi la giurisdizione civile di Mussetta restò in mano alla casata degli Ezzelini e nel 1207 il feudo venne assegnato in dote a Palma da Romano (figlia di Ezzelino II il Monaco) per le sue nozze con Valpertino di Cavaso (o di Onigo). Il matrimonio fu celebrato il 16 febbraio dello stesso anno a Mussetta alla presenza di importanti personaggi del tempo. In quel periodo la giurisdizione ecclesiastica apparteneva al Patriarca di Aquileia e il castello era dotato di una chiesa intitolata a Santa Maria Assunta e a Sant'Osvaldo.
In seguito alla morte di Palma da Romano (1218), Mussetta ritornò agli Ezzelini. Coinvolta nella guerra tra il comune di Treviso e i Da Romano, nel 1234 il borgo fu saccheggiato e gli scontri portarono alla distruzione del suo castello. Ricostruito ai tempi di Ezzelino III da Romano, il castello subì una catastrofica alluvione del Piave nel 1250.

### Dalla caduta degli Ezzelini alla distruzione

Stemma dei Da Camino

Con la caduta degli Ezzelini, il gastaldo Almerico di Sacile prese possesso del castello a nome del patriarca di Aquileia, Gregorio da Montelongo, il 13 novembre 1259.
Nel 1260 si ha notizia che il podestà trevigiano imponeva alla «Curiae Mussae et Sancti Donati» il pagamento di tributi sui prodotti agricoli. Passata, dunque, al libero Comune di Treviso, successivamente Mussetta fu donata come dote nuziale alla poetessa Gaia da Camino per il suo matrimonio con il cugino, Tolberto III. 
Cunizza, unica sopravvissuta dei da Romano, ritenendo di avere ancora dei diritti sul feudo ne fece atto di donazione ai suoi nipoti, i Conti di Mangona, il 10 giugno 1279.
Contro le pretese di tutti, il Patriarca di Aquileia ne reclamò la proprietà e inascoltato comminò la scomunica al Comune di Treviso e a tutti i suoi maggiorenti (1292). Lo stesso patriarca vendette in quell'anno il feudo di Mussetta al patrizio veneziano Marco Querini, vendita che scatenò la guerra fra il patriarca e Treviso. Alla fine fu deliberata una risoluzione che attribuì Mussetta al Comune di Treviso, che affidò a sua volta la gestione del feudo alla potente famiglia dei Da Camino.
Sul possesso del castello nacquero alcune controversie nel XIV secolo (tra Rizzardo IV da Camino e il comune di Treviso).
Il 5 settembre 1337 Mussa fu concessa in feudo a Morando di Porcia da Bertrand de Saint Geniès, patriarca di Aquileia.
Fra il 1412 e il 1413 Mussetta venne occupata e distrutta nella guerra tra Sigismondo di Lussemburgo e la Serenissima Repubblica di Venezia. La popolazione, abbandonata Mussetta, si insediò lungo i confini del territorio della Serenissima, presso l'attuale San Donà di Piave, ponendosi sotto la protezione della Repubblica di Venezia.